# La Haye-le-Comte
La Haye-le-Comte ist eine französische Gemeinde mit 145 Einwohnern (Stand 1. Januar 2022) im Département Eure in der Region Normandie (vor 2016 Haute-Normandie); sie gehört zum Arrondissement Les Andelys und zum Kanton Pont-de-l’Arche. Die Einwohner werden Haye-le-Comtois genannt.

## Geographie
La Haye-le-Comte liegt etwa 27 Kilometer südsüdöstlich von Rouen. Umgeben wird La Haye-le-Comte von den Nachbargemeinden Louviers im Norden und Osten, Le Mesnil-Jourdain im Süden und Südwesten sowie Surville im Westen.

## Bevölkerungsentwicklung
| Jahr                       | 1962 | 1968 | 1975 | 1982 | 1990 | 1999 | 2006 | 2019 |
| Einwohner                  | 41   | 52   | 38   | 64   | 79   | 115  | 119  | 136  |
| Quellen: Cassini und INSEE |      |      |      |      |      |      |      |      |

## Sehenswürdigkeiten
- Kirche Notre-Dame
- Priorat Notre-Dame aus dem 13. Jahrhundert
- Kapelle
- Schloss aus dem 17. Jahrhundert